# Thermes de Château-Gontier
Les thermes de Château-Gontier sont une ancienne source thermale du Grand Ouest français, situés dans le sud de la Mayenne. Un établissement thermal créé par le docteur Henri-Louis Bayard a existé au XIXe siècle à Château-Gontier. Les eaux sont connues au moins depuis le commencement du XVIIe siècle. Bayard cherche à mener un grand projet thermal : faire de Château-Gontier une ville thermale. Il reste de nos jours des vestiges de ce projet : les maisons de type balnéaire de la rue des Roses.
La source demeure et est située au cœur du jardin médiéval du quai-de-Lorraine. Les eaux minérales du rocher de « Versailles » sont renommées dès le XIVe siècle. Les deux sources connues sous le nom d'eau de Pougues rouillée. On appelle aussi ces sources : source Saint-Julien ou de la Vieille voûte et source de la voûte Neuve.

## Histoire
On a prétendu que l'arcade qui abrite la source étant ogivale l'exploitation date au moins du XVe siècle. Le conseil de ville arrête, le 4 juin 1624,  qu'il sera travaillé â l'accommodement et décoration des fontaines et marchandé par le procureur syndic et trois députés et qu'il sera parlé à ceux qui se prétendoient propriétaires de ces fontaines. On décide aussi d'acquérir un clos de vigne et un jardin adjacent. 
Le 5 juillet 1629, le procureur syndic est chargé de faire démolir la muraille estant au-devant des fontaines médicinales, y laissant seulement l'arcade de pierre et deux piliers qui la soutiennent, relaissant néanmoins la muraille de hauteur compétente pour puiser l'eau sur laquelle seront posées de pierres ardoisières. Les eaux avaient été analysées dès 1670-1671 par Duclos, membre de l'Académie des Sciences, qui nous apprend que l'eau de la Fontaine estimée minérale de Château-Gontier étoit limpide et sans saveur manifeste ; elle a laissé si peu de résidence, étant évaporée, que cela ne pouvoit faire que 1/1000 du poids de l'eau. C'étoit une terre grise fort salée, dont le sel se rapportoit au double sel de l'eau marine.
Juigné de la Brossinière écrit en 1644 dans son Dictionnaire historique qu'on avait découvert depuis sept à huit ans quelques sources d'eaux médicinales à Château-Gontier. Le nom d' Eau de Pougues  est donné à des sources dans des actes notariés du XVIIIe siècle.
En 1786, Louis-François Allard, avec ses confrères René Theulier  et Louis Jousselin, rédige et envoie à l'intendant un mémoire sur la situation sanitaire de la cité et sur ses eaux minérales ferrugineuses, connues sous le nom d' Eaux de Pougues.
En 1809, le préfet de la Mayenne indique au ministre de l'intérieur qu'un riche propriétaire de Château-Gontier veut livrer au public une fontaine d'eau minérale, dont les vertus devraient être d'un grand secours dans de nombreuses maladies. Plusieurs bouteilles sont proposées à la commission chargée de l'analyse des eaux minérales de l'empire, mais le projet n'aboutit à rien.. Le pharmacien Touchaleaume, reprend l'idée en 1824, sans succès.
François-René Lemercier souhaitait de voir utiliser cette source minérale dans le traitement des fièvres intermittentes avec ou sans engorgement de la rate ou du foie, dans les leucorrhées, les anémies en général et toutes les affections où il est convenable d'user de toniques et d'avoir recours aux préparations ferrugineuses.

## Le projet thermal
Henri-Louis Bayard, un médecin légiste reconnu, par des travaux, a visé à mieux capter les sources, pour les réunir, et en augmenter le produit au XIXe siècle. Il avait demandé au Ministère du Commerce et de l'Agriculture, dont dépendaient alors les établissements hydrominéraux, qu'une analyse de ces eaux fut faite officiellement au laboratoire de l'Académie de médecine. Une lettre ministérielle, en date du 16 novembre 1859, en saisit la Commission des eaux minérales, au nom de laquelle Ossian Henry fit un rapport favorable à l'Académie, le 9 juillet 1850. Après ces formalités, l'établissement thermal de Château-Gontier ouvrit ses portes au public.
Il fonda alors un établissement d'hydrothérapie,  qui utilisait la source minérale.
Néanmoins, la source de Pougues n'a jamais eu de succès. On vient à la fois boire les eaux ferrugineuses de la source et se soigner grâce aux douches et aux bains.
Vers les années 1850, des articles du Journal de Château-Gontier, signés par Louis-Xiste Delaplace, Henri-Louis Bayard ou le docteur Tertrais sur les thermes de Château-Gontier font accourir les malades de la Mayenne, de la Sarthe, ainsi que du Maine-et-Loire permettant de multiplier les cures.
Pierre Emile Mahier, successeur d'Henri Bayard, décédé en 1852, échoue aussi à développer l'établissement.  En 1896, on tente de réactiver à nouveau l'établissement succès. Le projet est présenté au théâtre de la ville, le 5 juillet 1895 : en marge du projet thermal, se développe autour de la gare un nouveau quartier. L’activité de l’établissement avait cessé de 1876 à 1896, et repart de 1896 à 1914.Le projet échouera néanmoins à nouveau. 
M. Querruel créera les pastilles ferrugineuses à base de fer de Pougues.

## Origine
L'eau minérale de Château-Gontier sort d'un terrain schisteux, à peu de distance des bords de la Mayenne. Sa température est froide et elle offre tous les caractères des eaux essentiellement ferrugineuses : saveur atramentaire, coloration en pourpre ou en noir par la noix de Galles, en bleu par les prussiates rouge et jaune de potasse, puis dépôt ocracé le long de son parcours. Elle accuse en outre, aux essais qualificatifs et aux réactifs, la présence de bicarbonate terreux, de chlorure, de sulfates, de silice, d'alumine, de chaux, de magnésie, de soude et d'une matière organique. 
L'eau de Château-Gontier possède des propriétés médicales reconnues depuis fort longtemps : par sa composition , elle offre beaucoup d'analogie avec l'eau de Spa (sources de la Geronstère).

## Propriétés physiques
Le docteur Bayard indique dans sa Notice sur les Eaux Minérales, les propriétés physiques.

## Propriétés chimiques
L'analyse des propriétés chimiques a été réalisée tout d'abord par MM. Duclos et Dupaty, médecins à Paris, en 1667.  Les trois médecins de Château-Gontier, Louis-François Allard, René Theulier et Louis Jousselin, dans un rapport commun adressé à l'intendant en 1786, en parlent avec détail.
En 1824, M. Touchaleaume, pharmacien à Château-Gontier, refit l'analyse des eaux de Pougues et envoya son mémoire à l'Académie de médecine.
Une autre analyse fit l’objet d’un travail spécial et d'un rapport à l'Académie nationale de médecine dans la séance du 9 juillet 1850, par Ossian Henry.

## Sources partielles
: document utilisé comme source pour la rédaction de cet article..
- « Thermes de Château-Gontier », dans Alphonse-Victor Angot et Ferdinand Gaugain, Dictionnaire historique, topographique et biographique de la Mayenne, Laval, A. Goupil, 1900-1910 [détail des éditions] (BNF 34106789, présentation en ligne)
- Paul Delaunay, Vieux médecins mayennais